# Thomas Meisinger
Thomas Meisinger, né le 29 avril 1957, est un sauteur à ski est-allemand.

## Biographie
Il obtient ses premiers résultats significatifs lors de la Tournée des quatre tremplins 1976-1977, notamment avec une quatrième place sur la manche finale à Bischofshofen, qui le propulse au sixième rang de la série. En 1977, il devient pour la première et seule fois champion de RDA, gagnant la compétition sur grand tremplin. Il participe de nouveau à cette compétition quand elle devient partie intégrante de la Coupe du monde en 1979-1980, se classant notamment sixième à Bischofshofen, ainsi que plus tard à Oslo. En 1980-1981 pour sa dernière saison, il est douzième de la Tournée.

## Classements en Coupe du monde
| Compétition/Année | Compétition/Année | Coupe du monde | Coupe du monde |
| ----------------- | ----------------- | -------------- | -------------- |
| Compétition/Année | Compétition/Année | Class.         | Points         |
| 1980              | 1980              | 38e            | 23             |
| 1981              | 1981              | 57e            | 10             |